# エルタニン・アンテナ

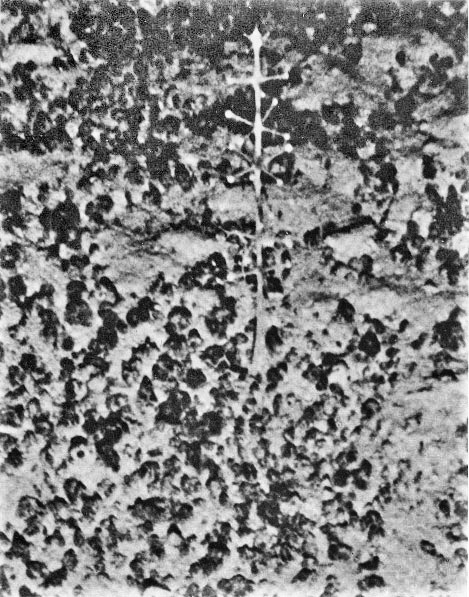
エルタニン号が撮影した写真

エルタニン・アンテナ（英語: Eltanin Antenna）とは、アメリカの海洋調査船USNSエルタニンが1964年に、ケープホーン西側の海底を調査している際に撮影した、奇妙な形をした海綿のことである。その海綿があたかもアンテナを連想させるような形状をしており、また深海3904メートルの場所でそれが観察されたという点から、一部の似非科学信奉者やUFO研究者は、これは地球外生命体か、あるいは海底の未知の文明のもたらしたものではないかと考えた。

## 歴史

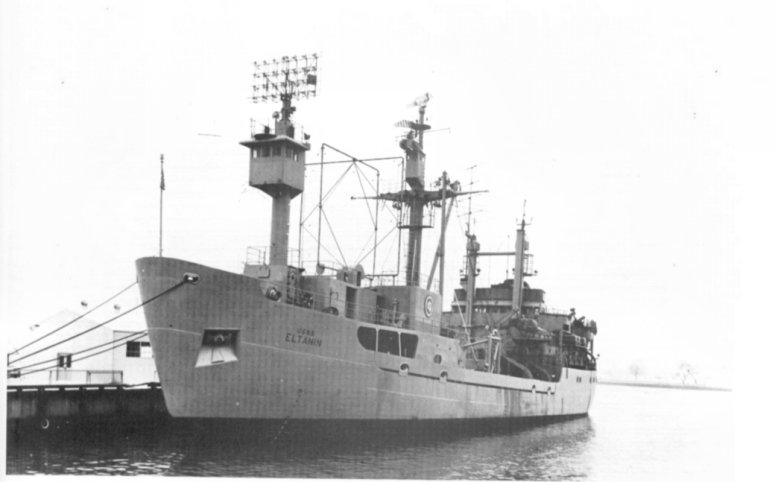
USNSエルタニン号

1850トンのエルタニン号は1957年に進水し、もともとはアメリカ海兵隊が輸送船・砕氷船として運用していた船だった。1962年にエルタニン号は海洋調査船に登録変更され、世界初の南極調査船として1975年まで運用された。
1964年の8月29日、ケープホーン西側でサンプル採集や写真撮影を行っていたエルタニン号は、南緯59:07西経105:03、深度3904mの地点で、この物体の写真を撮影した。1964年9月5日のニュージーランド・ヘラルド紙にて、この奇妙な物体の写真ははじめて公表され、“海底からの不思議な写真”と題された。
1968年、作家のブラッド・ステイガーはSaga magazine誌に「エルタニン号は、テレビアンテナとテレメーターアンテナのちょうど中間のような、驚愕すべき機械の部品を発見したのだ」という主張を発表した。

## 海綿と判明
2003年に水中音響学者のトム・デマリィが、1960年代当時エルタニンに乗船していたA.F. アモスにこの物体について照会したところ、この物体はすでに1971年、Bruce C. Heezen とCharles D. HollisterによってCladirhiza concrescens（肉食性カイメンの一つ）という学名で記載されていることがわかった。このHeezenとHollisterの本には、エルタニンの撮影した写真と並んで、1888年にアレキサンダー・アガシーが航海記『Three Cruses of the Blake』に掲載したスケッチも載せられていたのである。
Cladirhiza concrescensについて、この二人の学者は「何となく宇宙的なアンテナにも見える」海綿だ、と記している。アガシーはこの海綿を「長い茎が、泥に深く埋もれた枝分かれした根につながっている。茎には4-6個の棍棒のような付属物のついたこぶがある。それら海綿は、間違いなく、海底の広大な平野を覆っているのだ」と記録していた。以上のことから、この謎の物体が我々にとって未知の文明がもたらしたものだ、という主張は退けられ、これは非常に奇妙な形状をしているものの自然界の産物であることが明らかになった。
現在、同種はコンドロクラディア属に変更され、Chondrocladia concrescensとなっている。